# J. Alec Motyer
John Alexander 'Alec' Motyer (30 de agosto de 1924 - 26 de agosto de 2016) fue un erudito bíblico irlandés. Fue vicedirector de Clifton Theological College y vicario de St. Luke's, Hampstead y Christ Church, Westbourne (Bournemouth) (1981 - 1989), antes de convertirse en director de Trinity College, Bristol. Pasó sus últimos años en Poynton, Cheshire.
Motyer nació en Dublín y se educó en el Trinity College de Dublín, donde obtuvo los títulos de BA, MA y BD. Se entrenó para convertirse en un ministro anglicano en Wycliffe Hall, Oxford.
Tremper Longman III lo describe como un "expositor competente y popular", mientras que Tim Keller dijo que Motyer y Edmund Clowney eran "los padres de mi ministerio de predicación". En contraste, la propia opinión de Motyer de sí mismo era: "No soy realmente un erudito. Sólo soy un hombre que ama la Palabra de Dios".

## Obras

### Libros
- Motyer, J. Alec (1959). The Revelation of the Divine Name. Tyndale Old Testament lecture, 1956. Londres: Tyndale Press. OCLC 7051352.
- Motyer, J. Alec (1966). The Richness of Christ: Studies in the Letter to the Phillippians. Londres: Inter-Varsity Fellowship. OCLC 1577277.
- Motyer, J. Alec; Guthrie, Donald; Davidson, Francis, eds. (1970). The New Bible Commentary, revised. Grand Rapids, MI: Eerdmans. OCLC 82785.
- Motyer, J. Alec (1974). The Day of the Lion: The Message of Amos. Voice of the Old Testament (1st edición). Downers Grove, IL: InterVarsity Press. ISBN 978-0-877-84766-3. OCLC 1177056.
- Motyer, J. Alec (1984). The Message of Philippians: Jesus Our Joy. Bible Speaks Today. Downers Grove, IL: InterVarsity Press. ISBN 978-0-877-84310-8. OCLC 10123382.
- Motyer, J. Alec (1985). The Message of James: The Tests of Faith. Bible Speaks Today. Downers Grove, IL: InterVarsity Press. ISBN 978-0-877-84292-7. OCLC 11784054.
- Motyer, J. Alec (1988). The Message of Amos: The Day of the Lion. Bible Speaks Today (2nd edición). Downers Grove, IL: InterVarsity Press. ISBN 978-0-877-84283-5. OCLC 21720519. - reedición de 1974.
- Motyer, J. Alec (1993). The Prophecy of Isaiah: An Introduction & Commentary. Downers Grove, IL: InterVarsity Press. ISBN 978-0-830-81593-7. OCLC 28065746.
- Motyer, J. Alec (1999). Isaiah. Tyndale Old Testament Commentaries. Downers Grove, IL: InterVarsity Press. ISBN 978-0-830-84220-9.
- Motyer, J. Alec (2001). The Story of the Old Testament: Men with a Message. Grand Rapids, MI: Baker Books. ISBN 978-0-801-01230-3. OCLC 47297620.
- Motyer, J. Alec (2005). The Message of Exodus: The Days of Our Pilgrimage. Bible Speaks Today. Downers Grove, IL: InterVarsity Press. ISBN 978-0-830-82427-4. OCLC 57893888.
- Motyer, J. Alec (2009). Roots: Let the Old Testament Speak (Revised edición). Fearn, Ross-shire: Christian Focus Publications. ISBN 978-1-845-50506-6. OCLC 502141550. - reedición de The Story of the Old Testament
- Motyer, J. Alec (2011). Isaiah by the Day: A New Devotional Translation. Fearn, Ross-shire: Christian Focus Publications. ISBN 978-1-84550-654-4. OCLC 1074494778.
- Motyer, J. Alec (2013). Preaching?: Simple Teaching on Simply Preaching. Fearn, Ross-shire: Christian Focus Publications. ISBN 978-1-781-91130-3. OCLC 858656243.
- Motyer, J. Alec (2016). Psalms by the Day: A New Devotional Translation. Fearn, Ross-shire: Christian Focus Publications. ISBN 978-1-781-91716-9. OCLC 2948705912.